# Malcolm Clemons
Malcolm Clemons (* 8. März 2002 in Oakland, Kalifornien) ist ein US-amerikanischer Leichtathlet, der sich auf den Weitsprung spezialisiert hat.

## Sportliche Laufbahn
Malcolm Clemons wuchs in Oakland im Bundesstaat Kalifornien auf. Erste internationale Erfahrungen sammelte er im Jahr 2018, als er bei den Olympischen Jugendspielen in Buenos Aires ohne Platzierung blieb. Daraufhin absolvierte er ein Studium an der University of Florida. 2023 siegte er mit 8,21 m bei den U23-NACAC-Meisterschaften in San José und im Jahr darauf schied er bei den Olympischen Sommerspielen in Paris mit 7,72 m in der Qualifikationsrunde aus.